# Stevensville (Maryland)
Stevensville – jednostka osadnicza w Stanach Zjednoczonych, w stanie Maryland, w hrabstwie Queen Anne’s.